# Col de Pavlič
Le col de Pavlič (en slovène : Pavličevo sedlo ; en allemand : Paulitschsattel) est un col des Préalpes orientales méridionales situé à la frontière entre l'Autriche et la Slovénie à 1 336 ou 1 338 m d'altitude. Il relie le Land de Carinthie en Autriche et la région traditionnelle de Basse-Styrie en Slovénie.

## Géographie
Le col de Pavlič sépare les Alpes kamniques au sud du massif des Karavanke au nord. Il est également sur une ligne de partage des eaux entre les rivières Save et Drave.
C'est un col routier qui relie les municipalités de Solčava en Slovénie et de Eisenkappel-Vellach en Autriche. Il est principalement utilisé à des fins touristiques, la vallée Matkov kot du côté slovène, et la vallée Vellacher Kotschna / Belska Kočna du côté autrichien offrant une attrayante ambiance alpine. La route est fermée durant la période hivernale.

## Histoire
Vers la fin du XIXe siècle, l'alpiniste viennois Johannes Frischauf (1837-1924) se consacra à la mise en valeur économique et touristique des Alpes kamniques. Il créa le projet d'un col routier et s'attela à la tâche de la consolidation de la voie.